# Italien i olympiska sommarspelen 2020
Italien deltog i olympiska sommarspelen 2020 i Tokyo. Spelen var ursprungligen planerade att äga rum från den 24 juli till den 9 augusti 2020, men sköts upp till den 23 juli till den 8 augusti 2021 på grund av covid-19-pandemin. Det var 28:e sommar-OS som landet deltog vid. Italienska idrottare har deltagit i alla olympiska sommarspelen sedan starten 1896, förutom 1904.
Italienska idrottare deltog i 28 sporter och totalt tog 40 medaljer. Landet hamnade på 10:e plats på  medaljlistan genom att vinna 10 guld.
| Nation  | Placering | Guld | Silver | Brons | Totalt |
| Italien | 10        | 10   | 10     | 20    | 40     |

## Tävlande
Lista på antalet tävlande i olika sporter.
| Sport          | Herrar | Damer | Totalt |
| -------------- | ------ | ----- | ------ |
| Basketboll     | 12     | 4     | 16     |
| Bordtennis     | 0      | 1     | 1      |
| Boxning        | 0      | 4     | 4      |
| Brottning      | 2      | 0     | 0      |
| Bågskytte      | 1      | 3     | 4      |
| Cykelsport     | 15     | 10    | 25     |
| Friidrott      | 41     | 34    | 75     |
| Fäktning       | 9      | 9     | 18     |
| Golf           | 2      | 2     | 4      |
| Gymnastik      | 2      | 12    | 14     |
| Judo           | 4      | 4     | 8      |
| Kanotsport     | 4      | 3     | 7      |
| Karate         | 3      | 2     | 5      |
| Konstsim       | –      | 8     | 8      |
| Modern femkamp | 0      | 2     | 2      |
| Ridsport       | 2      | 3     | 5      |
| Rodd           | 13     | 10    | 23     |
| Segling        | 4      | 5     | 9      |
| Simhopp        | 2      | 4     | 6      |
| Simning        | 22     | 16    | 38     |
| Skateboard     | 2      | 1     | 3      |
| Skytte         | 9      | 5     | 14     |
| Softboll       | –      | 15    | 15     |
| Sportklättring | 2      | 1     | 3      |
| Surfing        | 1      | 0     | 1      |
| Taekwondo      | 2      | 0     | 2      |
| Tennis         | 4      | 3     | 7      |
| Triathlon      | 2      | 3     | 5      |
| Tyngdlyftning  | 3      | 2     | 5      |
| Vattenpolo     | 13     | 0     | 13     |
| Volleyboll     | 16     | 14    | 30     |
| Total          | 208    | 194   | 402    |

## Medaljörer
| Medalj | Idrottare                                                                              | Sport         | Gren                           | Datum          |
| ------ | -------------------------------------------------------------------------------------- | ------------- | ------------------------------ | -------------- |
| Guld   | Vito Dell'Aquila                                                                       | Taekwondo     | 58 kg herrar                   | 24 juli 2021   |
| Guld   | Valentina Rodini Federica Cesarini                                                     | Rodd          | Lättvikts-dubbelsculler damer  | 29 juli 2021   |
| Guld   | Gianmarco Tamberi                                                                      | Friidrott     | Höjdhopp herrar                | 1 augusti 2021 |
| Guld   | Marcell Jacobs                                                                         | Friidrott     | 100 m herrar                   | 1 augusti 2021 |
| Guld   | Ruggero Tita Caterina Banti                                                            | Segling       | Nacra 17 mixed                 | 3 augusti 2021 |
| Guld   | Simone Consonni Filippo Ganna Francesco Lamon Jonathan Milan                           | Cykling       | Lagförföljelse herrar          | 4 augusti 2021 |
| Guld   | Massimo Stano                                                                          | Friidrott     | 20 km gång herrar              | 5 augusti 2021 |
| Guld   | Antonella Palmisano                                                                    | Fridrott      | 20 km gång damer               | 6 augusti 2021 |
| Guld   | Luigi Busà                                                                             | Karate        | 75 kg herrar                   | 6 augusti 2021 |
| Guld   | Eseosa Desalu Marcell Jacobs Lorenzo Patta Filippo Tortu                               | Friidrott     | 4 × 100 m herrar               | 6 augusti 2021 |
| Silver | Luigi Samele                                                                           | Fäktning      | Sabel herrar                   | 24 juli 2021   |
| Silver | Thomas Ceccon Santo Condorelli[a] Manuel Frigo Alessandro Miressi Lorenzo Zazzeri      | Simning       | 4 × 100 m frisim herrar        | 26 juli 2021   |
| Silver | Diana Bacosi                                                                           | Skytte        | Skeet damer                    | 26 juli 2021   |
| Silver | Daniele Garozzo                                                                        | Fäktning      | Florett herrar                 | 26 juli 2021   |
| Silver | Giorgia Bordignon                                                                      | Tyngdliftning | 64 kg damer                    | 27 juli 2021   |
| Silver | Luca Curatoli Luigi Samele Enrico Berrè Aldo Montano                                   | Fäktning      | Lagtävling i sabel herrar      | 28 juli 2021   |
| Silver | Gregorio Paltrinieri                                                                   | Simning       | 800 m frisim herrar            | 29 juli 2021   |
| Silver | Mauro Nespoli                                                                          | Bågskytte     | Individuell herrar             | 31 juli 2021   |
| Silver | Vanessa Ferrari                                                                        | Gymnastik     | Fristående damer               | 2 augusti 2021 |
| Silver | Manfredi Rizza                                                                         | Kanotsport    | K-1 200 m herrar               | 5 augusti 2021 |
| Brons  | Elisa Longo Borghini                                                                   | Cykling       | Linjelopp damer                | 25 juli 2021   |
| Brons  | Odette Giuffrida                                                                       | Judo          | 52 kg damer                    | 25 juli 2021   |
| Brons  | Mirko Zanni                                                                            | Tyngdlyftning | 67 kg herrar                   | 25 juli 2021   |
| Brons  | Nicolò Martinenghi                                                                     | Simning       | 100 m bröstsim herrar          | 26 juli 2021   |
| Brons  | Maria Centracchio                                                                      | Judo          | 63 kg damer                    | 27 juli 2021   |
| Brons  | Rossella Fiamingo Federica Isola Mara Navarria Alberta Santuccio                       | Fäktning      | Lagtävling i florett damer     | 27 juli 2021   |
| Brons  | Matteo Castaldo Marco Di Costanzo Bruno Rosetti Matteo Lodo Giuseppe Vicino            | Rodd          | Fyra utan styrman              | 28 juli 2021   |
| Brons  | Federico Burdisso                                                                      | Simning       | 200 m fjärilsim                | 28 juli 2021   |
| Brons  | Pietro Ruta Stefano Oppo                                                               | Rodd          | Lättvikts-dubbelsculler herrar | 29 juli 2021   |
| Brons  | Martina Batini Erica Cipressa Arianna Errigo Alice Volpi                               | Fäktning      | Lagtävling i florett damer     | 29 juli 2021   |
| Brons  | Lucilla Boari                                                                          | Bågskytte     | Individuell damer              | 30 juli 2021   |
| Brons  | Simona Quadarella                                                                      | Simning       | 800 m frisim                   | 31 juli 2021   |
| Brons  | Irma Testa                                                                             | Boxning       | Fjädervikt damer               | 31 juli 2021   |
| Brons  | Antonino Pizzolato                                                                     | Tyngdlyftning | 81 kg herrar                   | 31 juli 2021   |
| Brons  | Federico Burdisso Thomas Ceccon Nicolò Martinenghi Alessandro Miressi                  | Simning       | 4 × 100 m medley herrar        | 1 augusti 2021 |
| Brons  | Gregorio Paltrinieri                                                                   | Simning       | 10 km öppetvatten              | 5 augusti 2021 |
| Brons  | Elia Viviani                                                                           | Cykling       | Omnium herrar                  | 5 augusti 2021 |
| Brons  | Viviana Bottaro                                                                        | Karate        | Kata damer                     | 5 augusti 2021 |
| Brons  | Abraham Conyedo                                                                        | Brottning     | 97 kg fristil herrar           | 7 augusti 2021 |
| Brons  | Alessia Maurelli Martina Centofanti Martina Santandrea Agnese Duranti Daniela Mogurean | Gymnastik     | Rytmisk truppmångkamp damer    | 8 augusti 2021 |

| Sport         | 1  | 2  | 3  | Totalt |
| Friidrott     | 5  | 0  | 0  | 5      |
| Cykling       | 1  | 0  | 2  | 3      |
| Rodd          | 1  | 0  | 2  | 3      |
| Karate        | 1  | 0  | 1  | 2      |
| Segling       | 1  | 0  | 0  | 1      |
| Taekwondo     | 1  | 0  | 0  | 1      |
| Fäktning      | 0  | 3  | 2  | 5      |
| Simning       | 0  | 2  | 5  | 7      |
| Tyngdlyftnikg | 0  | 1  | 2  | 3      |
| Fäktning      | 0  | 1  | 1  | 2      |
| Gymnastik     | 0  | 1  | 1  | 2      |
| Kanotsport    | 0  | 1  | 0  | 1      |
| Skytte        | 0  | 1  | 0  | 1      |
| Judo          | 0  | 0  | 2  | 2      |
| Boxning       | 0  | 0  | 1  | 1      |
| Brottning     | 0  | 0  | 1  | 1      |
| Totalt        | 10 | 10 | 20 | 40     |

## Friidrott
Italienska friidrottare kunde kvalificera sig till olympiska sommarspelen 2020 (max tre per gren) genom att uppnå kvalificeringsstandarder eller i kraft av sin världsranking.
Den italienska friidrottstruppen i OS, bestående av 76 idrottare (41 herrar och 35 damer), kom på 2:a plats genom att vinna fem guld. Marcell Jacobs blev den första italienaren att ta sig till finalen på 100 meter i ett OS. Han vann guldmedaljen, med en tid på 9,80 sekunder, och satte ett nytt nationsrekord för Italien.
| Nation  | Placering | Guld | Silver | Brons | Totalt |
| Italien | 2         | 5    | 0      | 0     | 5      |

Anmärkningar

- Plac. = Placering i den rundan.
- Vidare = Idrottaren behövde inte delta i den rundan.
- – = Den rundan fanns inte i den grenen.
- Q = Kvalade till nästa runda via placering i löpgrenar eller genom att uppnå kvalificeringsgränsen i teknikgrenar.
- q = Kvalade till nästa runda via tid i löpgrenar eller via placering utan att uppnå kvalificeringsgränsen i teknikgrenar.
- NR = Idrottaren satte nationellt rekord.
- PB = Personligt rekord.
- NM = Satte inget resultat (eng: No Mark).
- DNS = Startade inte i tävlingen.
- DNF = Slutförde inte tävlingen.

Gång- och loppgrenar
| Idrottare | Gren              | Kvalheat | Kvalheat | Semifinal        | Semifinal        | Final            | Final            |
| Idrottare | Gren              | Tid      | Plac.    | Tid              | Plac.            | Tid              | Plac.            |
| --- | ----------------- | -------- | -------- | ---------------- | ---------------- | ---------------- | ---------------- |
| Anna Bongiorni | 100 m             | 11,35    | 3 Q      | 11,38            | 8                | Gick inte vidare | Gick inte vidare |
| Vittoria Fontana | 100 m             | 11,53    | 7        | Gick inte vidare | Gick inte vidare | Gick inte vidare | Gick inte vidare |
| Gloria Hooper | 200 m             | 23,16    | 4 Q      | 23,28            | 8                | Gick inte vidare | Gick inte vidare |
| Dalia Kaddari | 200 m             | 23,26    | 3 Q      | 23,41            | 8                | Gick inte vidare | Gick inte vidare |
| Elena Bellò | 800 m             | 2:01,07  | 5 q      | 2:02,35          | 6                | Gick inte vidare | Gick inte vidare |
| Federica Del Buono | 1 500 m           | 4:07,70  | 11       | Gick inte vidare | Gick inte vidare | Gick inte vidare | Gick inte vidare |
| Gaia Sabbatini | 1 500 m           | 4:05,41  | 4 Q      | 4:02,25 PB       | 8                | Gick inte vidare | Gick inte vidare |
| Nadia Battocletti | 5 000 m           | 14:55,83 | 3 Q      | –                | –                | 14:46,29         | 7                |
| Luminosa Bogliolo | 100 m häck        | 12,93    | 3 Q      | 12,75 NR         | 4                | Gick inte vidare | Gick inte vidare |
| Elisa Di Lazzaro | 100 m häck        | 13,08    | 5        | Gick inte vidare | Gick inte vidare | Gick inte vidare | Gick inte vidare |
| Eleonora Marchiando | 400 m häck        | 56,82    | 5        | Gick inte vidare | Gick inte vidare | Gick inte vidare | Gick inte vidare |
| Linda Olivieri | 400 m häck        | 55,54 PB | 4 Q      | 57,03            | 7                | Gick inte vidare | Gick inte vidare |
| Yadisleidy Pedroso | 400 m häck        | 55,57    | 5 Q      | 55,80            | 5                | Gick inte vidare | Gick inte vidare |
| Anna Bongiorni Zaynab Dosso* Vittoria Fontana Johanelis Herrera* Gloria Hooper Irene Siragusa                                                                 | 4 × 100 m häck    | 42,84 NR | 6        | –                | –                | Gick inte vidare | Gick inte vidare |
| Rebecca Borga Maria Benedicta Chigbolu Ayomide Folorunso* Raphaela Lukudo Alice Mangione Eleonora Marchiando Petra Nardelli Anna Polinari Giancarla Trevisan* | 4 × 400 m stafett | 3:27,74  | 7        | –                | –                | Gick inte vidare | Gick inte vidare |
| Giovanna Epis | Maraton           | –        | –        | –                | –                | 2:35:09          | 32               |
| Eleonora Giorgi | 20 km gång        | –        | –        | –                | –                | 1:46:36          | 52               |
| Antonella Palmisano | 20 km gång        | –        | –        | –                | –                | 1:29:12          | 1                |
| Valentina Trapletti | 20 km gång        | –        | –        | –                | –                | 1:33:12          | 18               |

| Idrottare                                                  | Gren              | Kvalheat   | Kvalheat | Semifinal        | Semifinal        | Final            | Final            |
| Idrottare                                                  | Gren              | Tid        | Plac.    | Tid              | Plac.            | Tid              | Plac.            |
| ---------------------------------------------------------- | ----------------- | ---------- | -------- | ---------------- | ---------------- | ---------------- | ---------------- |
| Marcell Jacobs                                             | 100 m             | 9.94 PB    | 1 Q      | 9.84             | 3 q              | 9.80 AR          | 1                |
| Filippo Tortu                                              | 100 m             | 10,10      | 4 q      | 10,16            | 7                | Gick inte vidare | Gick inte vidare |
| Eseosa Desalu                                              | 200 m             | 20,29      | 3 Q      | 20,43            | 6                | Gick inte vidare | Gick inte vidare |
| Antonio Infantino                                          | 200 m             | 20,90      | 5        | Gick inte vidare | Gick inte vidare | Gick inte vidare | Gick inte vidare |
| Davide Re                                                  | 400 m             | 45,46      | 5 Q      | 44,94            | 5                | Gick inte vidare | Gick inte vidare |
| Edoardo Scotti                                             | 400 m             | 45,71      | 4        | Gick inte vidare | Gick inte vidare | Gick inte vidare | Gick inte vidare |
| Yemaneberhan Crippa                                        | 5 000 m           | 13:47,12   | 15       | –                | –                | Gick inte vidare | Gick inte vidare |
| Yemaneberhan Crippa                                        | 10 000 m          | –          | –        | –                | –                | 27:54,05         | 11               |
| Paolo Dal Molin                                            | 110 m häck        | 13,44      | 4 Q      | 13,40            | 4                | Gick inte vidare | Gick inte vidare |
| Hassane Fofana                                             | 110 m häck        | 13,70      | 8        | Gick inte vidare | Gick inte vidare | Gick inte vidare | Gick inte vidare |
| Alessandro Sibilio                                         | 400 m häck        | 49,11      | 3 Q      | 47,93            | 3 Q              | 48,77            | 8                |
| Ahmed Abdelwahed                                           | 3 000 m hinder    | 8:12,71    | 3 Q      | –                | –                | 8:24,34          | 14               |
| Ala Zoghlami                                               | 3 000 m hinder    | 8:14,06    | 4 Q      | –                | –                | 8:18,50          | 9                |
| Osama Zoghlami                                             | 3 000 m hinder    | 8:19,51    | 4        | –                | –                | Gick inte vidare | Gick inte vidare |
| Eseosa Desalu Marcell Jacobs Lorenzo Patta Filippo Tortu   | 4 × 100 m stafett | 37,95 NR   | 3 Q      | –                | –                | 37,50 NR         | 1                |
| Vladimir Aceti Davide Re Edoardo Scotti Alessandro Sibilio | 4 × 400 m stafett | 2:58,91 NR | 4 Q      | –                | –                | 2:58,81 NR       | 7                |
| Yassine El Fathaoui                                        | Maraton           | –          | –        | –                | –                | 2:19:44          | 47               |
| Eyob Faniel                                                | Maraton           | –          | –        | –                | –                | 2:15:11          | 20               |
| Yassine Rachik                                             | Maraton           | –          | –        | –                | –                | DNF              | DNF              |
| Francesco Fortunato                                        | 20 km gång        | –          | –        | –                | –                | 1:23:43          | 15               |
| Massimo Stano                                              | 20 km gång        | –          | –        | –                | –                | 1:21:05          | 1                |
| Federico Tontodonati                                       | 20 km gång        | –          | –        | –                | –                | 1:31:19          | 44               |
| Andrea Agrusti                                             | 50 km gång        | –          | –        | –                | –                | 4:01:10          | 23               |
| Teodorico Caporaso                                         | 50 km gång        | –          | –        | –                | –                | DNF              | DNF              |
| Marco De Luca                                              | 50 km gång        | –          | –        | –                | –                | DNF              | DNF              |

| Idrottare                                                  | Gren              | Heat     | Heat      | Final            | Final            |
| Idrottare                                                  | Gren              | Resultat | Placering | Resultat         | Placering        |
| ---------------------------------------------------------- | ----------------- | -------- | --------- | ---------------- | ---------------- |
| Vladimir Aceti Edoardo Scotti Rebecca Borga Alice Mangione | 4 × 400 m stafett | 3:13,51  | 5         | Gick inte vidare | Gick inte vidare |

Teknikgrenar
| Idrottare          | Gren           | Kval     | Kval      | Final            | Final            |
| Idrottare          | Gren           | Resultat | Placering | Resultat         | Placering        |
| ------------------ | -------------- | -------- | --------- | ---------------- | ---------------- |
| Dariya Derkach     | Tresteg        | 13,90    | 21        | Gick inte vidare | Gick inte vidare |
| Alessia Trost      | Höjdhopp       | 1,90     | 20        | Gick inte vidare | Gick inte vidare |
| Elena Vallortigara | Höjdhopp       | 1,93     | 16        | Gick inte vidare | Gick inte vidare |
| Roberta Bruni      | Stavhopp       | 4,25     | 24        | Gick inte vidare | Gick inte vidare |
| Elisa Molinarolo   | Stavhopp       | 4,40     | 18        | Gick inte vidare | Gick inte vidare |
| Daisy Osakue       | Diskuskastning | 63,66    | 5 Q       | 59,97            | 12               |
| Sara Fantini       | Släggkastning  | 71,68    | 12 q      | 69,10            | 12               |

| Idrottare         | Gren           | Kval     | Kval      | Final            | Final            |
| Idrottare         | Gren           | Resultat | Placering | Resultat         | Placering        |
| ----------------- | -------------- | -------- | --------- | ---------------- | ---------------- |
| Filippo Randazzo  | Längdhopp      | 8,10     | 6 q       | 7,99             | 8                |
| Tobia Bocchi      | Tresteg        | 16,78    | 13        | Gick inte vidare | Gick inte vidare |
| Andrea Dallavalle | Tresteg        | 16,99    | 7 Q       | 16,85            | 9                |
| Emmanuel Ihemeje  | Tresteg        | 16,88    | 9 Q       | 16,52            | 11               |
| Stefano Sottile   | Höjdhopp       | 2,17     | =26       | Gick inte vidare | Gick inte vidare |
| Gianmarco Tamberi | Höjdhopp       | 2,28     | 9 q       | 2,37             | 1                |
| Claudio Stecchi   | Stavhopp       | NM       | —         | Gick inte vidare | Gick inte vidare |
| Leonardo Fabbri   | Kulstötning    | 20,80    | 14        | Gick inte vidare | Gick inte vidare |
| Nick Ponzio       | Kulstötning    | 20,28    | 20        | Gick inte vidare | Gick inte vidare |
| Zane Weir         | Kulstötning    | 21,25    | 5 Q       | 21,41            | 5 PB             |
| Giovanni Faloci   | Diskuskastning | 57,33    | 29        | Gick inte vidare | Gick inte vidare |

## Simning
Italien skickade 40 idrottare till simning vid olympiska sommarspelen 2020.
| Nation  | Placering | Guld | Silver | Brons | Totalt |
| Italien | 14        | 0    | 2      | 5     | 7      |

Simmarna gick vidare till nästa runda (Q) endast via total placering (på tid) i den rundan. Därför är placeringarna som visas nedan totala placeringar i den rundan och inte placering i heatet.
Anmärkningar

- Plac. = Placering i den rundan.
- – = Rundan fanns inte i den grenen.
- Q = Kvalificerade sig till nästa runda via total placering.
- NR = Idrottaren satte nationellt rekord.
- DNS = Idrottaren sartade inte i tävlingen.
- DSQ = Diskvalificerades.

| Idrottare                                                                                     | Gren              | Heat       | Heat  | Semifinal        | Semifinal        | Final            | Final            |
| Idrottare                                                                                     | Gren              | Tid        | Plac. | Tid              | Plac.            | Tid              | Plac.            |
| --------------------------------------------------------------------------------------------- | ----------------- | ---------- | ----- | ---------------- | ---------------- | ---------------- | ---------------- |
| Ilaria Bianchi                                                                                | 100 m fjärilsim   | 57,70      | 12 Q  | 58,07            | 15               | Gick inte vidare | Gick inte vidare |
| Rachele Bruni                                                                                 | 10 km öppetvatten | –          | –     | –                | –                | 2:02:10,2        | 14               |
| Martina Caramignoli                                                                           | 800 m frisim      | 8:33,15    | 20    | –                | –                | Gick inte vidare | Gick inte vidare |
| Martina Caramignoli                                                                           | 1 500 m frisim    | 16:02,43   | 13    | –                | –                | Gick inte vidare | Gick inte vidare |
| Martina Carraro                                                                               | 100 m bröstsim    | 1:05,85    | 5 Q   | 1:06,50          | 7 Q              | 1:06,19          | 7                |
| Martina Carraro                                                                               | 200 m bröstsim    | 2:26,17    | 21    | Gick inte vidare | Gick inte vidare | Gick inte vidare | Gick inte vidare |
| Ilaria Cusinato                                                                               | 200 m medley      | 2:11,41    | 13 Q  | 2:12,10          | 14               | Gick inte vidare | Gick inte vidare |
| Ilaria Cusinato                                                                               | 400 m medley      | 4:37,37    | 8 Q   | –                | –                | 4:40,65          | 8                |
| Elena di Liddo                                                                                | 100 m fjärilsim   | 57,41      | 9 Q   | 57,60            | 13               | Gick inte vidare | Gick inte vidare |
| Francesca Fangio                                                                              | 200 m bröstsim    | 2:23,89    | 13 Q  | 2:27,56          | 15               | Gick inte vidare | Gick inte vidare |
| Sara Franceschi                                                                               | 200 m medley      | 2:11,47    | 14 Q  | 2:11,71          | 13               | Gick inte vidare | Gick inte vidare |
| Sara Franceschi                                                                               | 400 m medley      | 4:39,93    | 9     | –                | –                | Gick inte vidare | Gick inte vidare |
| Margherita Panziera                                                                           | 100 m ryggsim     | 59,74      | 8 Q   | 59,75            | 11               | Gick inte vidare | Gick inte vidare |
| Margherita Panziera                                                                           | 200 m ryggsim     | 2:10,26    | 12 Q  | 2:09,54          | 9                | Gick inte vidare | Gick inte vidare |
| Federica Pellegrini                                                                           | 100 m frisim      | DNS        | DNS   | Gick inte vidare | Gick inte vidare | Gick inte vidare | Gick inte vidare |
| Federica Pellegrini                                                                           | 200 m frisim      | 1:57,33    | 15 Q  | 1:56,44          | 7 Q              | 1:55,91          | 7                |
| Benedetta Pilato                                                                              | 100 m bröstsim    | DSQ        | DSQ   | Gick inte vidare | Gick inte vidare | Gick inte vidare | Gick inte vidare |
| Simona Quadarella                                                                             | 800 m frisim      | 8:17,32    | 3 Q   | –                | –                | 8:18,35          | 3                |
| Simona Quadarella                                                                             | 1 500 m frisim    | 15:47,34   | 4 Q   | –                | –                | 15:53,97         | 5                |
| Anna Chiara Mascolo Federica Pellegrini Stefania Pirozzi Giulia Vetrano                       | 4 × 200 m frisim  | DSQ        | DSQ   | –                | –                | Gick inte vidare | Gick inte vidare |
| Martina Carraro Arianna Castiglioni[a] Elena Di Liddo Margherita Panziera Federica Pellegrini | 4 × 100 m medley  | 3:55,79 NR | 4 Q   | –                | –                | 3:56,68          | 6                |

| Idrottare                                                                         | Gren              | Heat     | Heat  | Semifinal        | Semifinal        | Final            | Final            |
| Idrottare                                                                         | Gren              | Tid      | Plac. | Tid              | Plac.            | Tid              | Plac.            |
| --------------------------------------------------------------------------------- | ----------------- | -------- | ----- | ---------------- | ---------------- | ---------------- | ---------------- |
| Domenico Acerenza                                                                 | 1 500 m frisim    | 14:53,84 | 9     | –                | –                | Did not advance  | Did not advance  |
| Stefano Ballo                                                                     | 200 m frisim      | 1:45,80  | 7 Q   | 1:45,84          | 10               | Gick inte vidare | Gick inte vidare |
| Federico Burdisso                                                                 | 100 m fjärilsim   | 51,82    | 17    | Gick inte vidare | Gick inte vidare | Gick inte vidare | Gick inte vidare |
| Federico Burdisso                                                                 | 200 m fjärilsim   | 1:55,14  | 7 Q   | 1:55,11          | 4 Q              | 1:54,45          | 3                |
| Giacomo Carini                                                                    | 200 m fjärilsim   | 1:55,33  | 10 Q  | 1:55,95          | 15               | Gick inte vidare | Gick inte vidare |
| Thomas Ceccon                                                                     | 100 m frisim      | 47,71    | 1 Q   | 48,05            | 12               | Gick inte vidare | Gick inte vidare |
| Thomas Ceccon                                                                     | 100 m ryggsim     | 52,49    | 2 Q   | 52,78            | 4 Q              | 52,30            | 4                |
| Santo Condorelli                                                                  | 50 m frisim       | 22.14    | =19   | Gick inte vidare | Gick inte vidare | Gick inte vidare | Gick inte vidare |
| Santo Condorelli                                                                  | 100 m fjärilsim   | 52,32    | 31    | Gick inte vidare | Gick inte vidare | Gick inte vidare | Gick inte vidare |
| Gabriele Detti                                                                    | 400 m frisim      | 3:44,67  | 3 Q   | –                | –                | 3:44,88          | 6                |
| Gabriele Detti                                                                    | 800 m frisim      | 7:49,47  | 12    | –                | –                | Did not advance  | Did not advance  |
| Marco De Tullio                                                                   | 400 m frisim      | 3:45,85  | 10    | –                | –                | Gick inte vidare | Gick inte vidare |
| Stefano Di Cola                                                                   | 200 m frisim      | 1:46,67  | 16 Q  | 1:47,19          | 14               | Gick inte vidare | Gick inte vidare |
| Nicolò Martinenghi                                                                | 100 m bröstsim    | 58,68    | 4 Q   | 58,28            | 3 'Qm            | 58,33            | 3                |
| Pier Andrea Matteazzi                                                             | 400 m medley      | 4:16,31  | 19    | –                | –                | Gick inte vidare | Gick inte vidare |
| Alessandro Miressi                                                                | 100 m frisim      | 47,83    | 4 Q   | 47,52            | 3 Q              | 47,86            | 6                |
| Gregorio Paltrinieri                                                              | 800 m frisim      | 7:47,73  | 8 Q   | –                | –                | 7:42,11          | 2                |
| Gregorio Paltrinieri                                                              | 1 500 m frisim    | 14:49,17 | 4 Q   | –                | –                | 14:45,01         | 4                |
| Gregorio Paltrinieri                                                              | 10 km öppetvatten | –        | –     | –                | –                | 1:49:01,1        | 3                |
| Federico Poggio                                                                   | 100 m bröstsim    | 59,33    | =9 Q  | 59,91            | 15               | Gick inte vidare | Gick inte vidare |
| Alberto Razzetti                                                                  | 200 m medley      | 1:57,46  | 8 Q   | 1:57,70          | 9                | Gick inte vidare | Gick inte vidare |
| Alberto Razzetti                                                                  | 400 m medley      | 4:09,91  | =5 Q  | –                | –                | 4:11,32          | 8                |
| Matteo Restivo                                                                    | 200 m ryggsim     | 1:58,36  | 20    | Gick inte vidare | Gick inte vidare | Gick inte vidare | Gick inte vidare |
| Simone Sabbioni                                                                   | 100 m ryggsim     | 53,79    | 17    | Gick inte vidare | Gick inte vidare | Gick inte vidare | Gick inte vidare |
| Mario Sanzullo                                                                    | 10 km öppetvatten | –        | –     | –                | –                | 1:53:08,6        | 14               |
| Lorenzo Zazzeri                                                                   | 50 m frisim       | 21,86    | 9 Q   | 21,75            | 7 Q              | 21,78            | 7                |
| Thomas Ceccon Santo Condorelli[a] Manuel Frigo Alessandro Miressi Lorenzo Zazzeri | 4 × 100 m frisim  | 3:10,29  | 1 Q   | –                | –                | 3:10,11 NR       | 2                |
| Stefano Ballo Matteo Ciampi Marco De Tullio[a] Stefano Di Cola Filippo Megli      | 4 × 200 m frisim  | 7:05.05  | 3 Q   | –                | –                | 7:03,24          | 5                |
| Federico Burdisso Thomas Ceccon Nicolò Martinenghi Alessandro Miressi             | 4 × 100 m medley  | 3:30,02  | 1 Q   | –                | –                | 3:29,17          | 3                |

| Idrottare                                                                              | Gren             | Heat    | Heat  | Final   | Final |
| Idrottare                                                                              | Gren             | Tid     | Plac. | Tid     | Plac. |
| -------------------------------------------------------------------------------------- | ---------------- | ------- | ----- | ------- | ----- |
| Thomas Ceccon Elena Di Liddo Nicolò Martinenghi Federica Pellegrini Simone Sabbioni[a] | 4 × 100 m medley | 3:42,65 | 5 Q   | 3:39,28 | 4     |

a  Simmare som bara deltog i heaten.

## Volleyboll
Italien deltog i volleyboll vid olympiska sommarspelen 2020 men lyckades inte vinna några medaljer. 
Beachvolleyboll
Tre italienska team kvalificerade sig till beachvolleyboll vid olympiska sommarspelen 2020 genom sin världsrankning.
| Idrottare                          | Gren   | Första runda                                   | Första runda                                | Första runda                                    | Första runda | Återkval             | 16:delsfinal                          | Kvartsfinal                           | Semifinal            | Final / BM           | Final / BM       |
| Idrottare                          | Gren   | Motståndare Resultat                           | Motståndare Resultat                        | Motståndare Resultat                            | Plac.        | Motståndare Resultat | Motståndare Resultat                  | Motståndare Resultat                  | Motståndare Resultat | Motståndare Resultat | Plac.            |
| ---------------------------------- | ------ | ---------------------------------------------- | ------------------------------------------- | ----------------------------------------------- | ------------ | -------------------- | ------------------------------------- | ------------------------------------- | -------------------- | -------------------- | ---------------- |
| Marta Menegatti Viktoria Orsi Toth | Damer  | Kholomina / Makroguzova (ROC) F (18–21, 15–21) | Artacho / Clancy (AUS) F (20–22, 19–21)     | Leila / Lidy (CUB) F (16–21, 16–21)             | 4            | Gick inte vidare     | Gick inte vidare                      | Gick inte vidare                      | Gick inte vidare     | Gick inte vidare     | Gick inte vidare |
| Adrian Carambula Enrico Rossi      | Herrar | Crabb / Gibb (USA) F (18–21, 19–21)            | Ahmed / Cherif (QAT) F (22–24, 13–21)       | Gerson / Heidrich (SUI) F (14–21, 26–24, 13–15) | 4            | Gick inte vidare     | Gick inte vidare                      | Gick inte vidare                      | Gick inte vidare     | Gick inte vidare     | Gick inte vidare |
| Daniele Lupo Paolo Nicolai         | Herrar | Thole / Wickler (GER) V (19–21, 21–19, 15–13)  | Ishijima / Shiratori (JPN) V (21–19, 21–16) | Kantor / Łosiak (POL) V (21–19, 17–21, 15–10)   | 1 Q          | Vidare               | Bryl / Fijałek (POL) V (22–20, 21–18) | Ahmed / Cherif (QAT) F (17–21, 21–23) | Gick inte vidare     | Gick inte vidare     | Gick inte vidare |

Volleyboll
De italianska dam- och herrlandslagen i volleyboll (inomhus) kunde kvalificera sig till damernas och  herrarnas volleybollturnering vid olympiska sommarspelen 2020 genom sin världsrankning.
| Team           | Gren                | Gruppspel            | Gruppspel            | Gruppspel            | Gruppspel            | Gruppspel            | Gruppspel | Kvartsfinal          | Semifinal            | Final / BM           | Final / BM       |
| Team           | Gren                | Motståndare Resultat | Motståndare Resultat | Motståndare Resultat | Motståndare Resultat | Motståndare Resultat | Plac.     | Motståndare Resultat | Motståndare Resultat | Motståndare Resultat | Plac.            |
| -------------- | ------------------- | -------------------- | -------------------- | -------------------- | -------------------- | -------------------- | --------- | -------------------- | -------------------- | -------------------- | ---------------- |
| Italien damer  | Damernas turnering  | ROC V 3–0            | Turkiet V 3–1        | Argentina V 3–0      | Kina F 0–3           | USA F 2–3            | 2 Q       | Serbien F 0–3        | Gick inte vidare     | Gick inte vidare     | Gick inte vidare |
| Italien herrar | Herrarnas turnering | Kanada V 3–2         | Polen F 0–3          | Japan V 3–1          | Iran V 3–1           | Venezuela V 3–0      | 2 Q       | Argentina F 2–3      | Gick inte vidare     | Gick inte vidare     | Gick inte vidare |